# Pseudoplatystoma punctifer
Pseudoplatystoma punctifer es una especie de pez de la familia Pimelodidae en el orden de los Siluriformes.

## Morfología
Pueden alcanzar los 140 cm de longitud total. Las hembras son de mayor tamaño que los machos. Número de  vértebras: 37-40. Presentan barras verticales oscuras rectas con líneas cortas pálidos unidas; las barras de un lado no conectan a través de dorso con las del lado opuesto; discretas manchas oscuras libres presentes por debajo de la línea lateral. Tienen pigmentación oscura en la región dorsal lateral, que se extiende hasta la línea lateral. Ventral de la línea lateral pálido, variando de color blancuzco a amarillento. Aletas caudal, dorsal y anal con pocos puntos. Pigmentación oscura en la región dorsal de la aleta pectoral y pálida en la ventral. Fosas nasales anteriores tubulares de color blancuzco a amarillento y posteriores con un flap que presenta un borde de color blanquecino. Barbillas maxilares largas, que se extienden más allá de la aleta pectoral; las barbillas de la quijada alcanzan el origen de la aleta pélvica.

## Hábitat
Es un pez de agua dulce y de clima tropical.

## Distribución geográfica
Se encuentran en la cuenca del río Amazonas, en Bolivia, Brasil, Colombia, Ecuador, Perú y Venezuela.